# La Gran Guerra Yokai
La Gran Guerra Yokai (en japonés: 妖怪大戦争, Yōkai Daisensō?) es una película de fantasía japonesa de 2005 dirigida por Takashi Miike, producida por Kadokawa Pictures y distribuida por Shochiku. También es considera una nueva versión de la película Yokai Monsters: Spook Warfare (Yokai Monster 2) de 1968, a pesar de no existir ninguna conexión entre ellas.
La película se centra principalmente en criaturas de la mitología japonesa conocidas como  yōkai  (en Japonés : 妖怪, traducido como "aparición", "duende", "demonio necrófago", "espíritu" o "monstruo"?), que adquirieron prominencia durante el período Edo con las obras de Toriyama Sekien.
También se inspira en Teito Monogatari de Hiroshi Aramata,con Yasunori Katō apareciendo como el principal antagonista de la película.
La Gran Guerra Yokai esta influenciada de la serie manga GeGeGe no Kitarō de Shigeru Mizuki, y del famoso cuento japonés Momotarō. En el que el personaje principal aleja a un grupo de demonios de la isla de Kikaigashima, con la ayuda de animales nativos.

Mizuki, que es considerado un maestro del género yōkai,  trabajo como asesor de la película y también actuó en ella en el papel de Demon King.

## Argumento
Tadashi es un niño de 10 años que, durante las celebraciones de su pueblo, es elegido Jinete Kirin (Kirin Rider, 麒麟送子), defensor de la justicia y la paz, que hace referencia a la legendaria quimera china, el Qilin, un protector de todas las cosas buenas. Pronto descubre que su nuevo título es bastante literal, ya que aparece el espíritu Yasunori Katō, un demonio cuyos poderes místicos nacen de su rabia por la aniquilación de las tribus locales de Japón y desea venganza contra los japoneses modernos por sus acciones contra los yōkai.

La leyenda cuenta, que el Jinete Kirin debe ir a una montaña y reclamar una legendaria espada guardada por el gran Goblin, para así luchar contra el malvado ejército de Yasunori Katō. Cuando los niños a lo largo del país empiezan a desaparecer y terroríficos monstruos comienzan a atacar a la gente, Tadashi deberá olvidar sus miedos con la ayuda de los Yōkai, Kawahime y Kawatarō, y del espíritu marino Shōjō. Juntos se embarcaran en la mayor aventura de sus vidas para derrotar a Kato y a un espíritu convocado por él, llamado Yomotsumono que es una criatura compuesta por el resentimiento desechado por la humanidad. 

## Reparto
| Actor             | Papel                             |
| ----------------- | --------------------------------- |
| Ryūnosuke Kamiki  | Tadashi Ino                       |
| Hiroyuki Miyasako | Sata                              |
| Mai Takahashi     | Kawahime                          |
| Masaomi Kondo     | Shōjō                             |
| Sado Abe          | Kawataro                          |
| Takashi Okamura   | Azukiarai                         |
| Hiromasa Taguchi  | Ippon-datara                      |
| Etsushi Toyokawa  | Yasunori Kato                     |
| Chiaki Kuriyama   | Agi, el duende cazador de pájaros |
| Bunta Sugawara    | Shuntaro Ino                      |
| Kaho Minami       | Youko Ino                         |
| Riko Narumi       | Tataru Ino                        |
| Kiyoshiro Imawano | General Nurarihyon                |
| Naoto Takenaka    | Abura-sumashi                     |
| Ken'ichi Endo     | O Tengu                           |
| Shigeru Mizuki    | Demon King                        |
| Miyuki Miyabe     | Profesora de escuela              |
| Kanji Tsuda       | Padre de Tadashi / Tadashi adulto |
| Akira Emoto       | Granjero                          |
| Shirō Sano        | Editor en jefe                    |
| Arimasa Osawa     | Un hombre sin hogar que ama leer  |
| Yu Tokui          | Oficial de policía                |
| Itsuji Itao       | Locutor de la tienda de takoyaki  |
| Honkon            | Dueño del puesto de comida        |
| Yōji Tanaka       | El padre de Yoichi                |
| Toshiya Nagasawa  | Abe no Seimei                     |
| Teruko Hanahara   | Anciana campesina                 |
| Bunta Sugawara    | Shuntaro Ino                      |
| Junko Takeuchi    | Sunekosuri (voz)                  |
| Mao Sasaki        | Sunekosuri monstruo (voz)         |
| Toshie Negishi    | Sunakake-baba                     |
| Asumi Miwa        | Rokurokubi                        |
| Rei Yoshii        | Yuki-onna                         |
| Tōru Hotohara     | Tōfu-kozō                         |
| Renji Ishibashi   | Ōkubi                             |
| Kumiko Imai       | Ubume                             |
| Minori Fujikura   | Bakeneko                          |
| Yamada Mame       | Noderabō                          |
| Hachirō Ika       | Nando Baba                        |
| Kimihiko Nakamura | Nuribotoke                        |
| Shōhei Uno        | Sun Wukong                        |
| Junya Inoue       | Momonjii                          |
| Natsuhiko Kyogoku | Shinno Akugoro                    |

## Yōkai destacados
- Abura-sumashi
- Akubōzu
- Aobōzu
- Ao Oni
- Bake-danuki
- Bakeneko
- Buruburu
- Chōchin-obake
- Doro-ta-bō
- Futakuchi-onna
- Hakuzōsu
- Hitotsume-kozō
- Hinoenma (Enshoujo)
- Hone-Onna
- Hossumori
- Hyakume
- Inugami
- Ippon-datara
- Ittan-momen
- Iyaya
- Jorōgumo
- Kamikiri (haircutting)
- Kappa (Kawataro)
- Karakasa (Kasa-obake)
- Kawahime
- Kejoro
- Kidōmaru
- Korpokkur
- Kudan
- Kura-Bokko
- Mikaribaba
- Mikoshi-nyūdō
- Mintuci
- Mitsume-kozo
- Mokumokuren
- Mokugyo Daruma
- Momonjii
- Mōryō
- Mujina
- Nando Baba
- Narikama
- Nekomata
- Noderabō
- Noppera-bō
- Nuppeppō
- Nurarihyon
- Nuribotoke
- Nurikabe
- Ohaguro bettari
- Ookubi
- Okuri-ōkami
- Oni
- Oshiroi-baba
- Otoroshi
- Rokurokubi
- Senbiki-ōkami
- Senpoku-Kanpoku
- Sentakugitsune
- Seto-Taishō
- Shidaidaka
- Shinno Akugoro
- Sodehiki-Kozō
- Sunakake-baba
- Sunekosuri
- Sun Wukong
- Takurō-Bi
- Tantan kororin
- Tenjōname
- Tenome
- Tesso
- Tōfu-kozō
- Tsuchi-Korobi
- Tsurubebi
- Ubume
- Ungaikyō
- Wanyūdō
- Yamabiko
- Yamamoto Gorozaemon
- Yamawaro
- Yanagi baba
- Yuki-onna
- Zashiki-warashi

### Otros seres
- Agi, Hada pájaro
- Amefuri Kozo
- Azukiarai
- Cabeza de Buey y Cara de Caballo
- Demon King
- Hitotsume-kozō
- Kameosa
- Karasu tengu
- Kodama
- Mōryō no Hako
- Namahage
- Noppera-bō
- O Tengu (Tengu)
- Kirin (Qilin)
- Raijin
- Rituales nuo
- Ubagabi
- Shōjō
- Yanari
- Yasunori Kato

## Lanzamiento
La Gran Guerra Yokai se estrenó en los cines de Japón el 6 de agosto de 2005, y fuera de competición en el Festival de Cine de Venecia el 5 de septiembre de 2005. Cuenta con una secuela titulada The Great Yokai War: Guardians, estrenada en Japón el 13 de agosto de 2021, también dirigida por Takashi Miike.

Antes de la La Gran Guerra Yokai, en la década de los 60, se rodaron tres películas que formaron una trilogía titulada Yokai Monsters (妖怪シリーズ), compuesta por:
- Yokai Monsters: 100 Monsters (en japonés: 妖怪百物語, Yôkai hyaku monogatari?), también conocida como The Hundred Monsters y dirigida por Kimiyoshi Yasuda. [5]
- Yokai Monsters: Spook Warfare (en japonés: 妖怪大戦争, Yôkai daisensô?), también conocida como Yokai Monster 2 y dirigida por Yoshiyuki Kuroda. [6]
- Yokai Monsters: Along with Ghosts (en japonés: 東海道お化け道中, Tôkaidô obake dôchû?), también conocida como Yokai Monster 3 y dirigida por Yoshiyuki Kuroda y Kimiyoshi Yasuda. [7]

La Gran Guerra Yokai, fue lanzada por primera vez en VHS y DVD en Japón, el 3 de febrero de 2006, publicada y distribuida por Kadokawa Entertainment, tuvo distintas ediciones.
- Edición especial con 2DVD. [9]
- Edición coleccionista, caja con 3 discos (Blu-ray de 2 capas + 2 DVD de una capa) [10]
- Edición limitada DTS, caja con 3DVD+UMD. [11]
- Edición "Kai (怪)" Treasure, con 4DVD, que solo se puede adquirir por encargo. [12]

Además, el 29 de julio de 2005 antes del estreno de la película, se lanzó un DVD con intención promocional titulado: Great Yokai War ~A Summer Adventure~ (en japonés: 妖怪大戦争 〜ある夏の冒険記〜, Yōkai daisensō 〜 aru natsu no bōken-ki 〜?),realizado a partir de escenas de la película, fotografías, y agregándole una nueva narración, música y efectos de sonido. Por lo tanto, no coincide con la historia principal de la película. Con una duración de 32 minutos, más 14 minutos de extras.

En España se proyecto en el Festival de Cine de Sitges de 2005 y fue lanzada en DVD por Versus Entertainment en 2006. También se editó en DVDy Blu-rayen otros países, por diferentes productoras, incluyendo contenidos especiales, entre los que se encuentran:

#### Algunos contenidos extras que presentaban las  ediciones en DVD:[17]
- Otra historia de Yokai Kawataro. (16 min.)
- Entrevistas con el reparto original. (50 min.)
- Archivos de la Promoción. (Visual Records Of Promotion) (17 min.)
- Especial de la Conferencia Mundial Yokai. (2005) (13 min.)
- Pequeño drama Yokai. (A Short Drama Of Yokai) Dos episodios (Ep 1: 6 min.) (Ep 2: 7 min.)
- Documental sobre Ryunosuke Kamiki (12 min.)
- Cómo se hizo. (The Making Of) (40 min.)
- Perfiles Yokai. (Yokai character profiles) 181 fichas yokai, con fotos y nombres. [18]

## Otros créditos
- Productor ejecutivo: Tsuguhiko Kadokawa.
- Producción: Kazuo Kuroi.
- Planificación: Naoki Satō.
- Productor: Fumio Inoue.
- Casting Yokai: Natsuhiko Kyogoku.
- Diseñador de producción (arte): Hisashi Sasaki.
- Grabación (sonido): Jun Nakamura.
- Efectos de sonido: Kenji Shibasaki.
- Asistente de dirección: Hideyuki Yamamoto.
- Decorador de escenografía: Tomomi Nishio.
- Maquillaje de efectos especiales de yokai: Yûichi Matsui.
- Coordinación de acrobacias: Keiji Tsujii.
- Departamento de Vestuario: Michiko Kitamura.
- Productora de CGI: Misako Saka.
- Directora CGI: Kaori Ōtagaki.
- Productor de línea: Nobuhiro Iizuka.

## Recepción
En una reseña para Asian Movie Pulse, Marina D. Richter, escribió:  «Sumergirse en el mundo de fantasía de Miike es muy divertido, y en este caso, te catapulta directamente a la década de 1980, “La Gran Guerra Yōkai” es una película que desearías haber visto cuando eras niño junto con todos los clásicos occidentales con los que creciste».
Reseña de Neurona muerta.blogspot: «La historia no tiene nada que ver con el clásico de 1968, Yokai Monsters, dirigida por Yoshiyuki Kuroda, y sus dos secuelas. Eso sí, comparten algunos personajes y la gracia delirante típica de un manga. Muchos la tildarán de infantil, y otros no entenderán el humor oriental. Lo siento por ellos. Porque una vez abierta la mente a este universo de demonios y fantasmas lisérgicos, la experiencia termina tornándose increíblemente divertida».
Reseña de la web Moria - The Science Fiction Horror and Fantasy Film Review:  «La desventaja de La Gran Guerra Yokai como película de fantasía es que Takashi Miike está tan absorto en crear su colección de criaturas y exhibirlas, que se olvida de mantener su narrativa en movimiento. Al cabo de una hora de la película, Miike apenas había logrado que Tadashi conociera el mundo de los Yokai, y mucho menos había comenzado su gran aventura épica».

## Música
Además de la banda sonora creada por Koji Endo, la película contó con dos temas musicales escritos por Takashi Miike: 
- Tema musical: Aiwo Utaou (愛を謳おう?), letra: Takashi Miike, composición: Kiyoshiro Imawano, voz: Kiyoshiro Imawano con Yosui Inoue. (2005, Universal Music Japan).
- Tema musical: Oshiete Jiiji (教えてジィジ  ?), letra: Takashi Miike, composición: Kiyoshiro Imawano, voz: Kiyoshiro Imawano con Yosui Inoue. (2005, Universal Music Japan).

El Músico de rock japonés Kiyoshiro Imawano, también apareció en la película en el papel del yōkai Nurarihyon. Además de en un vídeoclip promocional del tema musical "Aiwo Utaou", compuesto de imágenes de la película combinadas con escenas de Kiyoshiro cantando rodeado de niños, realizado por Takashi Miike e incluido en los extras de la edición en DVD. 

## Reconocimientos
- 2005 - Festival de Cine de Sitges:
  - Nominación a la mejor película.
- 2006 - Premios de la Academia Japonesa: [24]
  - Premio "Nueva estrella del año" (Newcomer of the Year) Ryunosuke Kamiki. [25]
- 2006 - Yokohama Film Festival: [26]
  - Premio a la mejor fotografía Hideo Yamamoto.
  - Nominación al mejor actor Ryūnosuke Kamiki.

## Trabajos relacionados
Manga
La versión manga, fue ilustrada por Shigeru Mizuki, con la historia original de Hiroshi Aramata. Editada por Kadokawa Shōten y publicada desde octubre de 2004, hasta julio de 2005 por en la revista KWAI (怪). Más tarde se lanzaría en un solo tomo, publicado el 1 de agosto de 2005. 
Novela
La versión en novela se publicó por primera vez el 30 de mayo de 2005. Escrita por Hiroshi Aramata y editada por Kadokawa Shōten. Tiene detalles difierentes a la película, pero la trama sigue siendo la misma.
Guía fotográfica
En julio de 2005 se publicó un libro titulado: Una guía fotográfica de los monstruos japoneses (写真で見る日本妖怪大図鑑), por Kadokawa Shoten y editado bajo el nombre "La Gran Guerra Yokai" del comité de promoción yokai de todo Japón (『妖怪大戦争』全日本妖怪推進委員会). La guía contiene una gran enciclopedia japonesa yokai en Imágenes, que presenta a los yokai y a los monstruos que aparecen en la película, con fotos y descripciones.